# Helmut Kreuzhuber
Helmut Kreuzhuber (* 7. Februar 1938 in Ried im Innkreis; † 10. Jänner 2009) war ein Generalleutnant des Österreichischen Bundesheeres, zuletzt Militärkommandant von Oberösterreich.

## Leben
Helmut Kreuzhuber wurde am 7. Februar 1938 in Ried im Innkreis als Sohn einer Kaufmannsfamilie geboren. Nachdem er 1965 an der Theresianischen Militärakademie als Offizier ausgemustert wurde, hatte er in der Folge verschiedene höhere Funktionen.
Nach seiner Ausbildung beim 7. Generalstabslehrgang war Kreuzhuber bis 1977 in der Führungsabteilung der Sektion III beim Bundesministerium für Landesverteidigung eingesetzt und von 1977 bis 1981 war er Chef des Stabes bei der 3. Panzergrenadierbrigade in Niederösterreich.
Anschließend folgte ein Auslandseinsatz als Verteidigungsattaché in Schweden. Von 1985 bis 1992 hatte Kreuzhuber verschiedene Funktionen im damaligen Armeekommando sowie im Generaltruppeninspektorat inne. Seit 1. April 1993 bekleidete Helmut Kreuzhuber die Funktion des Militärkommandanten von Oberösterreich, bis er nach seiner Beförderung zum Korpskommandant Ende Mai 2001 in den Ruhestand ging.

## Sonstiges
Kreuzhuber wohnte in Mautern an der Donau, war verheiratet und hatte zwei Kinder. Er starb am 10. Jänner 2009 nach schwerer Krankheit.